# Напи
Напи (інапеї) (грец. Νάπας/ Ναβιανοὶ лат. Inapaeos/ Napaei/ Napitas) — за античними джерелами одна зі скіфських етногруп, про яку повідомляється наступне:
- у Діодора одна з двох (інша пали) складових скіфського етносу, яка визначилася у Азії ще до того, як скіфи захопили землі до Дону (Діодор, Бібліотека, ІІ, XLIII)[2];
- у Плінія напи — ті, що були знищені палами[3], інапеї — ті, що були знищені разом з танаїтами скіфами авхатами, атерніями та асампатами (пали?)(Історія, VI, V, 22)[4][5]; окремо він повідомляє, що напи (напіти — лат. Napitas) живуть у Передкавказзі[6].

Враховуючи наведене можна припустити наступне:
напи — група споріднених доскіфських (умовно кімерійських) племен, що були тубільним населенням степів від Дону до Пн. Кавказу (бл. 680 р. до н. е.) і частково були витиснені, частково знищені, частково інкорпоровані до нового кочового етносу, який відомий нам як скіфи, що і знайшло відображення у згаданих повідомленнях Діодора та Плінія.
Висловлене припущення не суперечить і археологічним даним. 
| "... матеріали Келермесса свідчать про наявність всередині скіфського об'єднання (а належність Келермесскіх курганів його царям навряд чи може заперечуватися) двох різних груп населення, перша з яких була носієм традиції пізньої передскіфської культури черногоровсько-новочеркаського типу, а друга - нових культурних тенденцій, появу яких ми пов'язуємо з протоскіфськими племенами..."[8] |
Етимологія етноніму:
- грец. Νάπας лат. Napaei < скіф. *nap(a)- < вед.*napa- — укр. менші.[9]